# Моника Милосавлевич
Моника Милосавлевич (на сръбски: Моника Милосављевић) е сръбски археолог и доцент във Философския факултет на Белградския университет.

## Биографии
Моника Милосавлевич е родена на 8 февруари 1985 г. в Чачак, Социалистическа република Сърбия, СФРЮ. Учи в Чачакската гимназия. Още като ученичка в периода 2002 – 2004 г. участва на 12 семинара по археология за ученици от средните училища в научния център Петница, край село Петница, близо до град Валево. През 2009 г. завършва археология във Философския факултет на Белградския университет, а през 2010 г. получава магистърска степен. През 2015 г. получава научната степен – доктор по археология.